# Hetaerina indeprensa
Hetaerina indeprensa – gatunek ważki z rodziny świteziankowatych (Calopterygidae).